# Gruppo di Centaurus A/M83
Il Gruppo Centaurus A/M83 (o Gruppo di NGC 5128) è un complesso gruppo di galassie situato nelle costellazioni dell'Idra, del Centauro e della Vergine. Può essere sostanzialmente suddiviso in due sottogruppi:
1. il gruppo di Centaurus A distante 11,9 milioni di anni luce (3,66 Mpc) e centrato sulla radiogalassia Centaurus A nota anche come NGC 5128;
2. il gruppo di M83, distante 14,0 milioni di anni luce (4,56 Mpc) e centrata sulla galassia spirale M83, vista face-on.
Il Gruppo Centaurus A/M83 è di solito identificato come un unico gruppo, ma talvolta vengono descritti due gruppi distinti. Comunque le galassie che gravitano intorno a Centaurus A  e a M83 sono fisicamente vicine le une alle altre e non sembrano avere un movimento relativo tra loro, apparendo quindi in equilibrio.
Il Gruppo Centaurus A/M83 si trova abbastanza vicino al nostro Gruppo Locale. Con esso, altri gruppi ed ammassi, fa parte del Superammasso della Vergine a sua volta parte dell'enorme Superammasso Laniakea.
I componenti principali sono due galassie a spirale, M83 e NGC 4945, e la grande galassia lenticolare NGC 5128 o Centaurus A. Quest'ultima è una delle più brillanti galassie a noi vicine ed è una potente fonte di onde radio data la presenza al centro di un buco nero supermassiccio; inoltre si ritiene che circa 500 milioni di anni fa abbia concluso un processo di fusione con una galassia spirale. NGC 4945 è la seconda più grande galassia del gruppo, una galassia spirale vista di taglio.
Altre galassie di rilievo: le galassie spirali NGC 5068, ESO 97-13 o PGC 50779 detta Galassia del Compasso e PGC 54392 o ESO 274-1, NGC 5102 una galassia lenticolare e PGC 47847 o ESO 270-17 una galassia irregolare.

## Membri del gruppo
Sono elencate le galassie che compongono il gruppo: L'elenco è organizzato separatamente nei due sottogruppi principali come precedentemente specificato.
| Nome            | Tipo            | R.A.           | DEC            | Redshift (km/s) | Magn. App. | Nomi alternativi                       |
| --------------- | --------------- | -------------- | -------------- | --------------- | ---------- | -------------------------------------- |
| Cen 7           | Sph             | 13h 11m 13.8s  | -38° 53′ 56″   |                 | 17,3       | KKs 53                                 |
| Cen N           |                 | 13h 48m 09.1s  | -47° 33′ 54″   |                 | 17,5       |                                        |
| Centaurus A     | S0 pec          | 13h 25m 27.6s  | -43° 01′ 09″   | 547 ± 5         | 7,8        | NGC 5128                               |
| Centaurus A-dE1 | dSph            | 13h 12m 45.2s  | -41° 49′ 57″   |                 | 19,3       |                                        |
| Centaurus A-dE3 | dE              | 13h 46m 00.8s  | -36° 19′ 44″   |                 | 17,1       |                                        |
| HIPASS J1337-39 | Im              | 13h 37m 25.3s  | -39° 53′ 48″   | 492 ± 4         | 16,5       |                                        |
| HIPASS J1348-37 | dIrr            | 13h 48m 47.0s  | -37° 58′ 29″   | 581 ± 8         | 16,9       |                                        |
| HIPASS J1351-47 | dIrr            | 13h 51m 12.0s  | -46° 58′ 12.9″ | 529 ± 6         | 17,5       |                                        |
| KK 189          | dSph            | 13h 12m 45.0s  | -41° 49′ 55″   |                 |            |                                        |
| KK 196          | dIrr            | 13h 12m 47.1s  | -45° 03′ 48″   | 490 ± 5         |            |                                        |
| KK 197          | dSph            | 13h 22m 01.8s  | -42° 32′ 08″   |                 |            |                                        |
| KK 203          |                 | 13h 27m 28.1s  | -45° 21′ 09″   |                 |            |                                        |
| KK 211          |                 | 13h 42m 05.6s  | -45° 21′ 18″   | 340 ± 23        |            |                                        |
| KK 213          |                 | 13h 43m 35.8s  | -43° 46′ 09″   |                 |            |                                        |
| KK 217          |                 | 13h 46m 17.2s  | -45° 41′ 05″   |                 |            |                                        |
| KK 221          |                 | 13h 48m 46.4s  | -46° 59′ 49″   | 270 ± 33        |            |                                        |
| KKs 51          | E/Sph           | 12h 44m 21.5s  | -42° 56′ 23″   |                 | 16,7       |                                        |
| KKs 55          | Sph             | 13h 22m 12.8s  | -42° 43′ 41″   |                 | 18,5       |                                        |
| KKs 57          | dSph o dSph/Irr | 13h 41m 38.1s  | -42° 34′ 55″   |                 | 18,1       |                                        |
| KKs 58          |                 | 13h 46m 00.8s  | -36° 19′ 44″   |                 |            |                                        |
| LEDA 166152     | dI              | 13h 05m 02.1s  | -40° 04′ 58″   | 617 ± 4         | 16,3       |                                        |
| LEDA 166167     | dI/dSph         | 13h 27m 27.8s  | -45° 21′ 10″   |                 | 18         |                                        |
| LEDA 166172     | dSph            | 13h 43m 36.0s  | -43° 46′ 11″   |                 | 18,5       |                                        |
| LEDA 166175     | dSph            | 13h 46m 16.8s  | -45° 41′ 05″   |                 | 19,2       |                                        |
| LEDA 166179     | dSph            | 13h 48m 46.4s  | -46° 59′ 46″   |                 | 17,3       |                                        |
| NGC 4945        | SB(s)cd         | 13h 05m 27.5s  | -49° 28′ 06″   | 563 ± 3         | 9,3        | PGC 45279                              |
| NGC 5011C       | S0:pec          | 13h 13m 11.9s  | -43° 15′ 56″   | 647 ± 96        | 14,2       | PGC 45917, ESO 269-68                  |
| NGC 5102        | SA0             | 13h 21m 57.6s  | -36° 37′ 49″   | 468 ± 2         | 10,4       | PGC 46674                              |
| NGC 5206        | SB(r)0          | 13h 33m 44.0s  | -48° 09′ 04″   | 571 ± 10        | 11,6       | PGC 47762, ESO 220-18                  |
| NGC 5237        | I0              | 13h 37m 39.0s  | -42° 50′ 49″   | 361 ± 4         | 13,2       | PGC 48139, ESO 270-22                  |
| PGC 44110       | dE              | 12h 56m 09.6s  | -50° 08′ 38″   |                 | 17,0       | ESO 219-10                             |
| PGC 45104       | IABm            | 13h 03m 33.6s  | -46° 35′ 06″   | 744             | 16,29      | ESO 269-37, KK 179                     |
| PGC 45717       | I0 pec          | 13h 10m 32.9s  | -46° 59′ 27.3″ | 135 ± 3         | 13,3       | ESO 269-58                             |
| PGC 45916       | dSph            | 13h 13m 09.1s  | -44° 53′ 24″   | 784 ± 31        | 14,1       | ESO 269-66. KK 190                     |
| PGC 46663       | IBm             | 13h 21m 47.4s  | -45° 03′ 42″   | 741             | 16,1       |                                        |
| PGC 46680       | Im              | 13h 22m 02.0s  | -42° 32′ 07″   |                 | 16,6       |                                        |
| PGC 47171       | IABm            | 13h 27m 37.4s  | -41° 28′ 50″   | 516 ± 3         | 12,9       | ESO 324-24                             |
| PGC 47847       | SB(s)m          | 13h 34m 47.3s  | -45° 32′ 51″   | 583 ± 2         | 11,7       | ESO 270-17, Galassia Fourcade-Figueroa |
| PGC 48515       | dE              | 13h 42m 05.6s  | -45° 12′ 18″   |                 | 17,6       |                                        |
| PGC 48738       | IB(s)m          | 13h 45m 00.5s  | -41° 51′ 40″   | 545 ± 2         | 14,0       | ESO 325-11                             |
| PGC 49050       | SB(s)dm         | 13h 405m 17.5s | -36° 03′ 48″   | 326 ± 3         | 11,0       | ESO 383-87                             |
| PGC 49615       | dS0/Im          | 13h 57m 01.4s  | -35° 19′ 59″   | 561 ± 32        | 14,8       |                                        |
| PGC 51659       | IB(s)m          | 14h 28m 03.7s  | -46° 18′ 06″   | 175 ± 2         | 16,5       |                                        |

Altri possibili componenti del sottogruppo di Centaurus A comprendono: ESO 219-010, PGC 39032 e PGC 51659.
| Nome              | Tipo    | R.A.          | DEC          | Redshift (km/s) | Magn. App. | Nomi alternativi                                          |
| ----------------- | ------- | ------------- | ------------ | --------------- | ---------- | --------------------------------------------------------- |
| AM 1321-304       | dIm     | 13h 24m 36.2s | -30° 58′ 19″ | 487 ± 1         | 16,7       |                                                           |
| Centaurus A-dE2   | dE/Im   | 13h 21m 32.4s | -31° 53′ 11″ |                 | 17,6       |                                                           |
| Centaurus A-dE4   | dSph    | 13h 46m 40.4s | -29° 58′ 41″ |                 | 19         |                                                           |
| HIDEEP J1336-3321 |         | 13h 36m 56.1s | -33° 21′ 23″ | 591             | 17,3       |                                                           |
| HIDEEP J1337-3321 |         | 13h 37m 00.6s | -33° 21′ 47″ | 371 ± 5         | 17,3       |                                                           |
| HIPASS J1337-39   |         | 13h 37m 25.3s | -39° 53′ 48″ | 492 ± 4         | 16,5       |                                                           |
| IC 4247           | dIrr    | 13h 26m 44.4s | -30° 21′ 45″ | 274 ± 65        | 14,4       | ESO 444-34, PGC 47073                                     |
| IC 4316           | IBm pec | 13h 40m 18.4s | -28° 53′ 32″ | 674 ± 53        | 15,0       |                                                           |
| KK 195            |         | 13h 21m 08.1s | -31° 31′ 47″ | 338 ± 5         |            |                                                           |
| KK 200            |         | 13h 24m 36.0s | -30° 58′ 20″ | 264 ± 1         |            |                                                           |
| KK 208            | dI      | 13h 36m 35.5s | -29° 34′ 17″ | 381             | 14,3       |                                                           |
| KK 218            |         | 13h 46m 39.5s | -29° 58′ 45″ |                 |            |                                                           |
| KKs 54            |         | 13h 21m 32.4s | -31° 53′ 11″ |                 |            |                                                           |
| LEDA 166163       | dI      | 13h 21m 08.2s | -31° 31′ 45″ | 571 ± 3         | 17,1       |                                                           |
| LEDA 166164       | dSph    | 13h 22m 56.2s | -33° 34′ 22″ |                 | 17,6       |                                                           |
| M83               | SAB(s)c | 13h 37m 00.9s | -29° 51′ 57″ | 513 ± 2         | 8,2        | Galassia Girandola del Sud, NGC 5236, UGCA 366, PGC 48082 |
| NGC 5253          | Im pec  | 13h 39m 55.9s | -31° 38′ 24″ | 407 ± 3         | 10.9       | UGCA 369, PGC 48334                                       |
| NGC 5264          | IB(s)m  | 13h 41m 36.7s | -29° 54′ 47″ | 478 ± 3         | 12.6       | PGC 48467, ESO 445-12, MCG -05-32-066, UGCA 370           |
| PGC 47885         |         | 13h 35m 08.1s | -30° 07′ 03″ | 13848           | 15.8       |                                                           |
| PGC 48111         | Im      | 13h 37m 20.0s | -28° 02′ 42″ | 587 ± 3         | 15,0       | ESO 444-84                                                |
| PGC 50779         | SA(s)b  | 14h 13m 09.9s | -33° 21′ 23″ | 426 ± 25        | 12,1       | ESO 97-13, Galassia del Compasso                          |
| UGCA 365          | Im      | 13h 36m 30.8s | -29° 14′ 11″ | 363 ± 1         | 15,4       | ESO 444-78, PGC 48029                                     |

In aggiunta, PGC 42936 (o ESO 381-18), NGC 5408 e PGC 43048 (o ESO 381-20) sono altri possibili membri del sottogruppo di M83.

## Galleria d'immagini

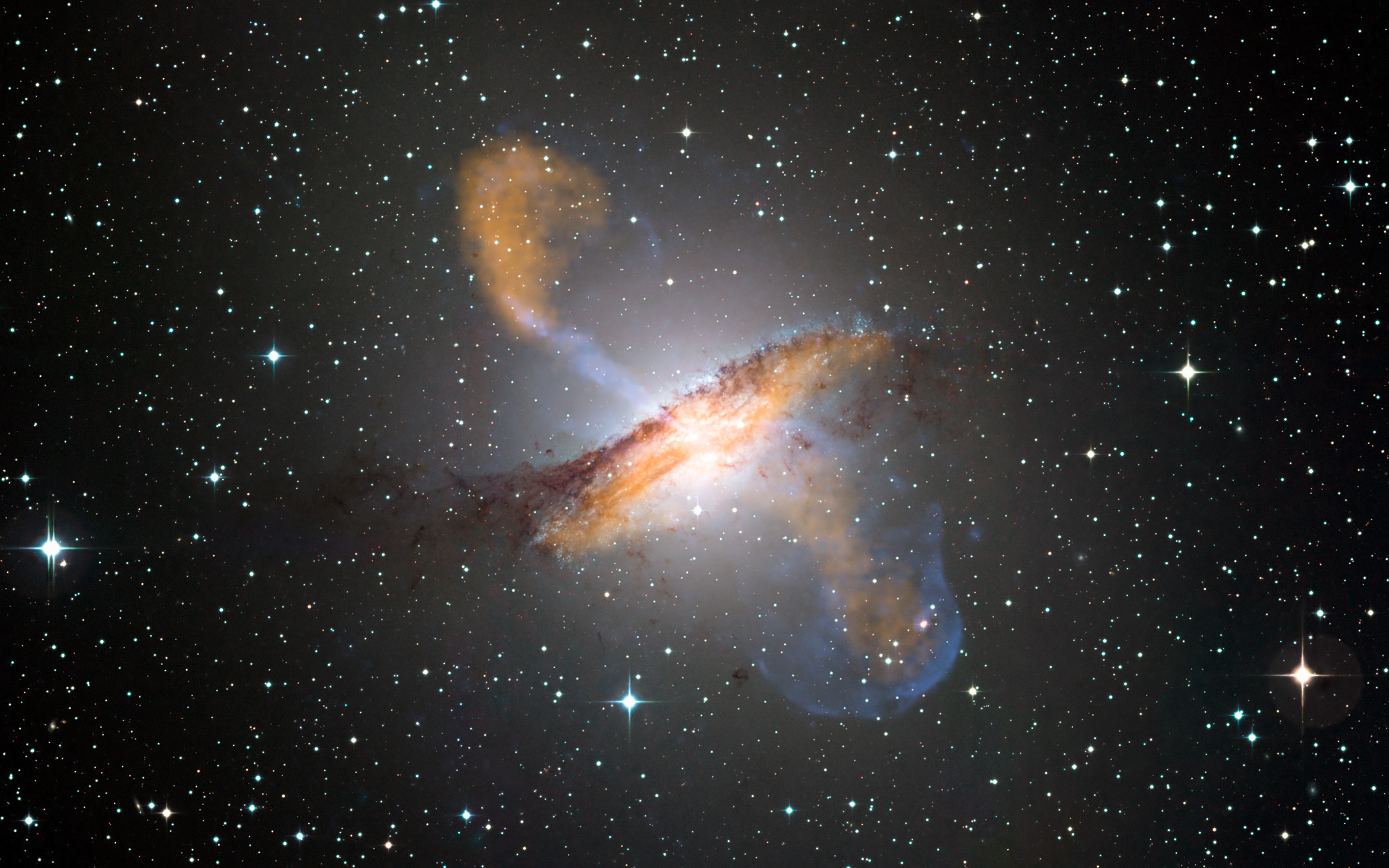
Centaurus A (NGC 5128)
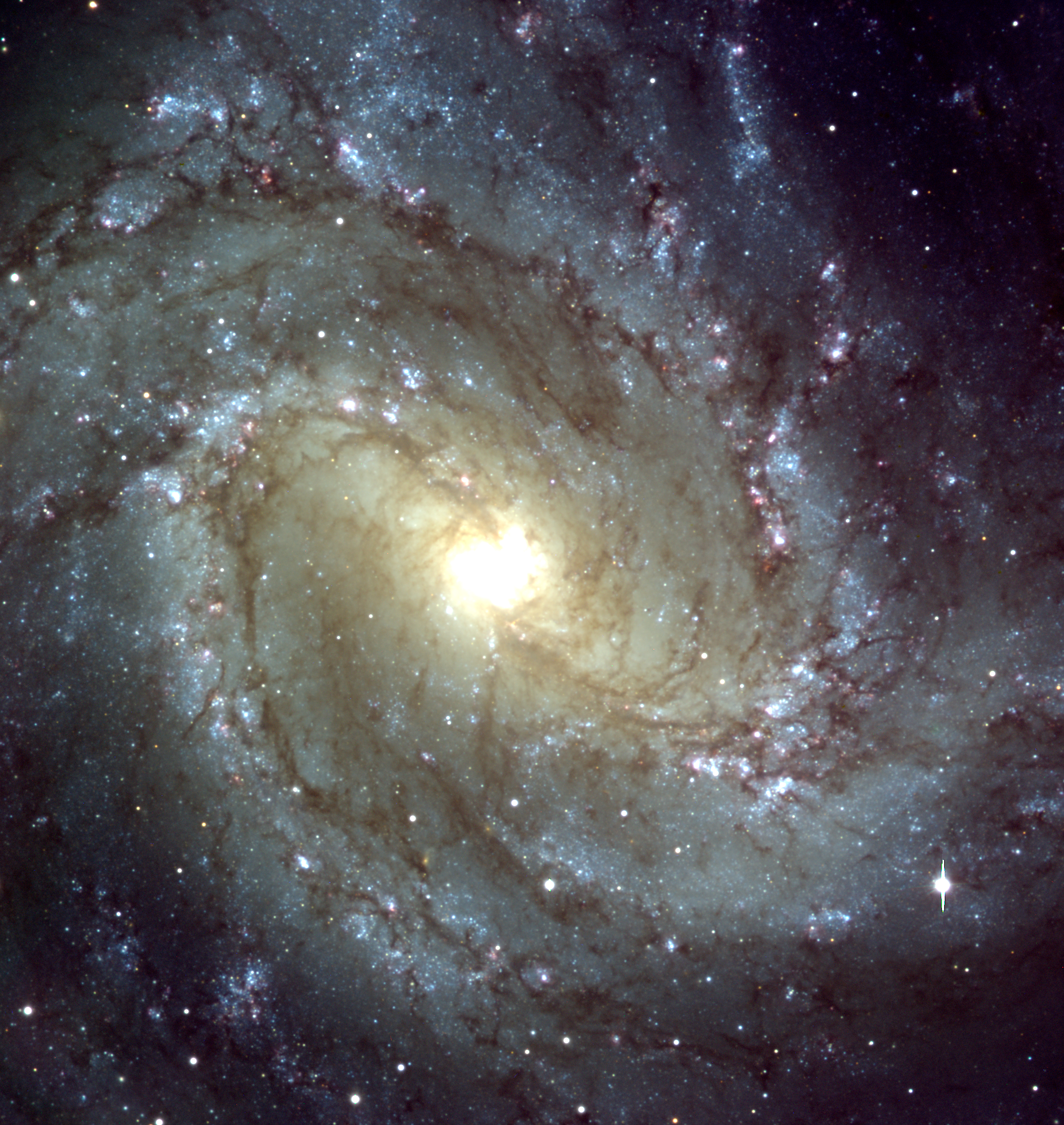
M83 (Galassia Girandola del Sud)
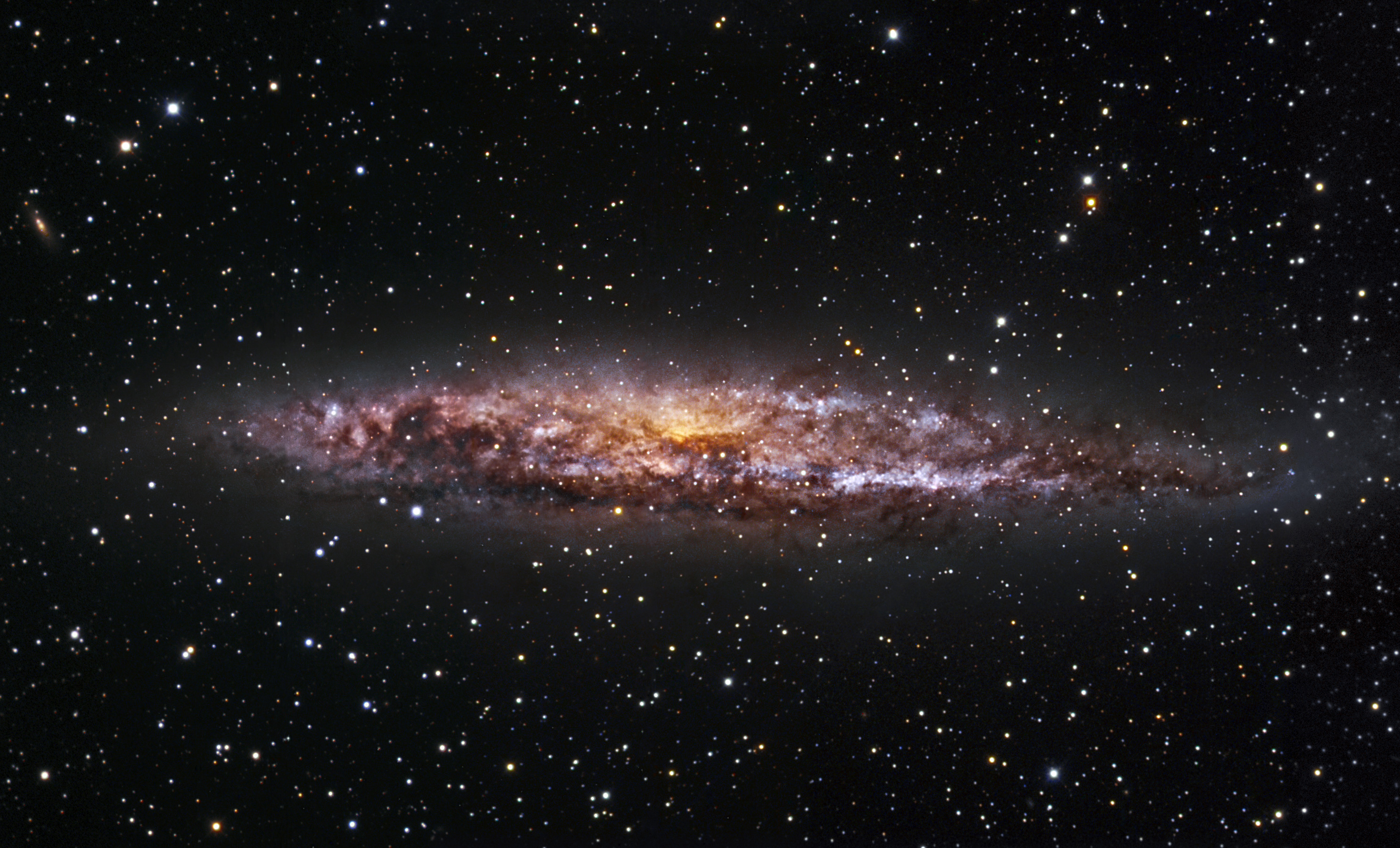
NGC 4945
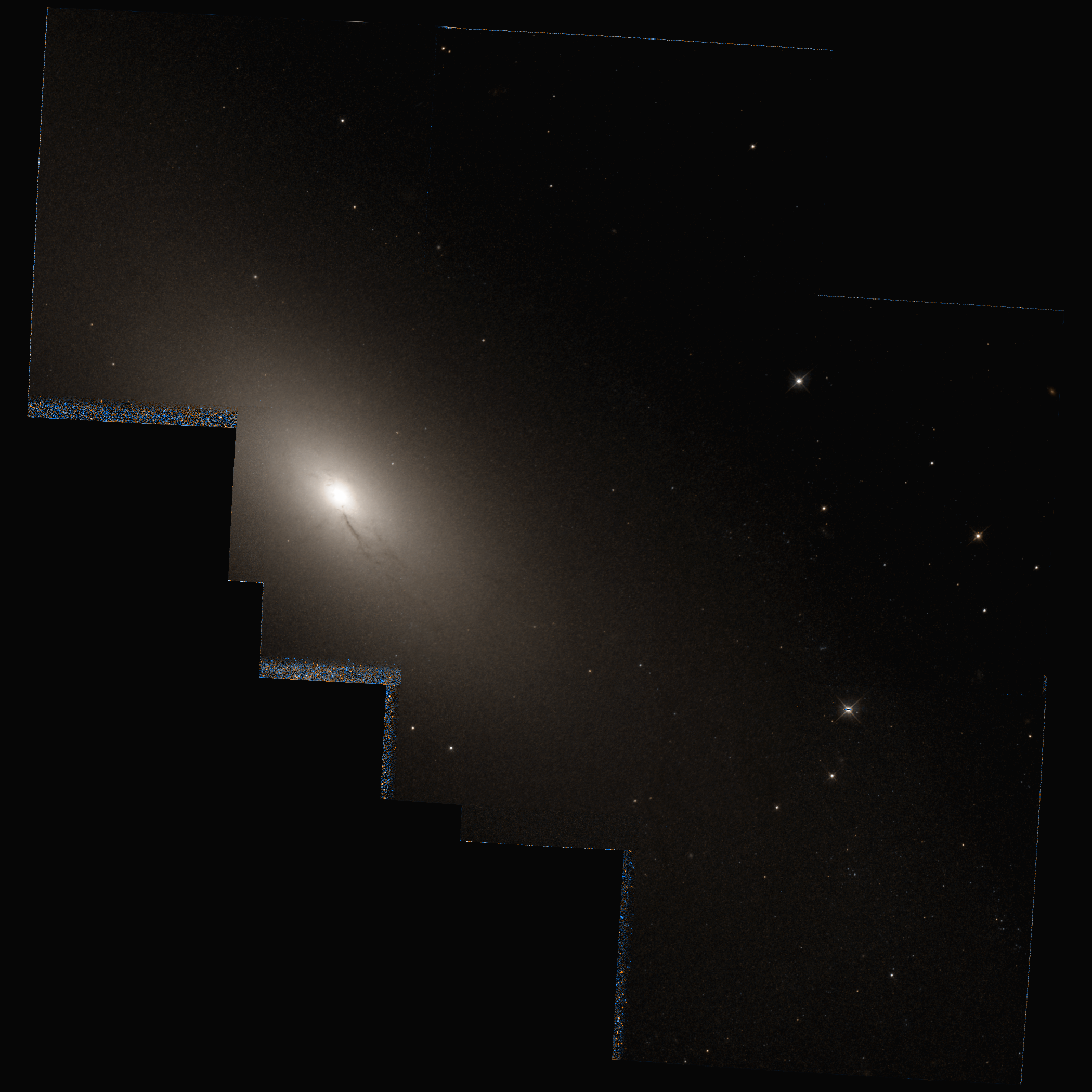
NGC 5102
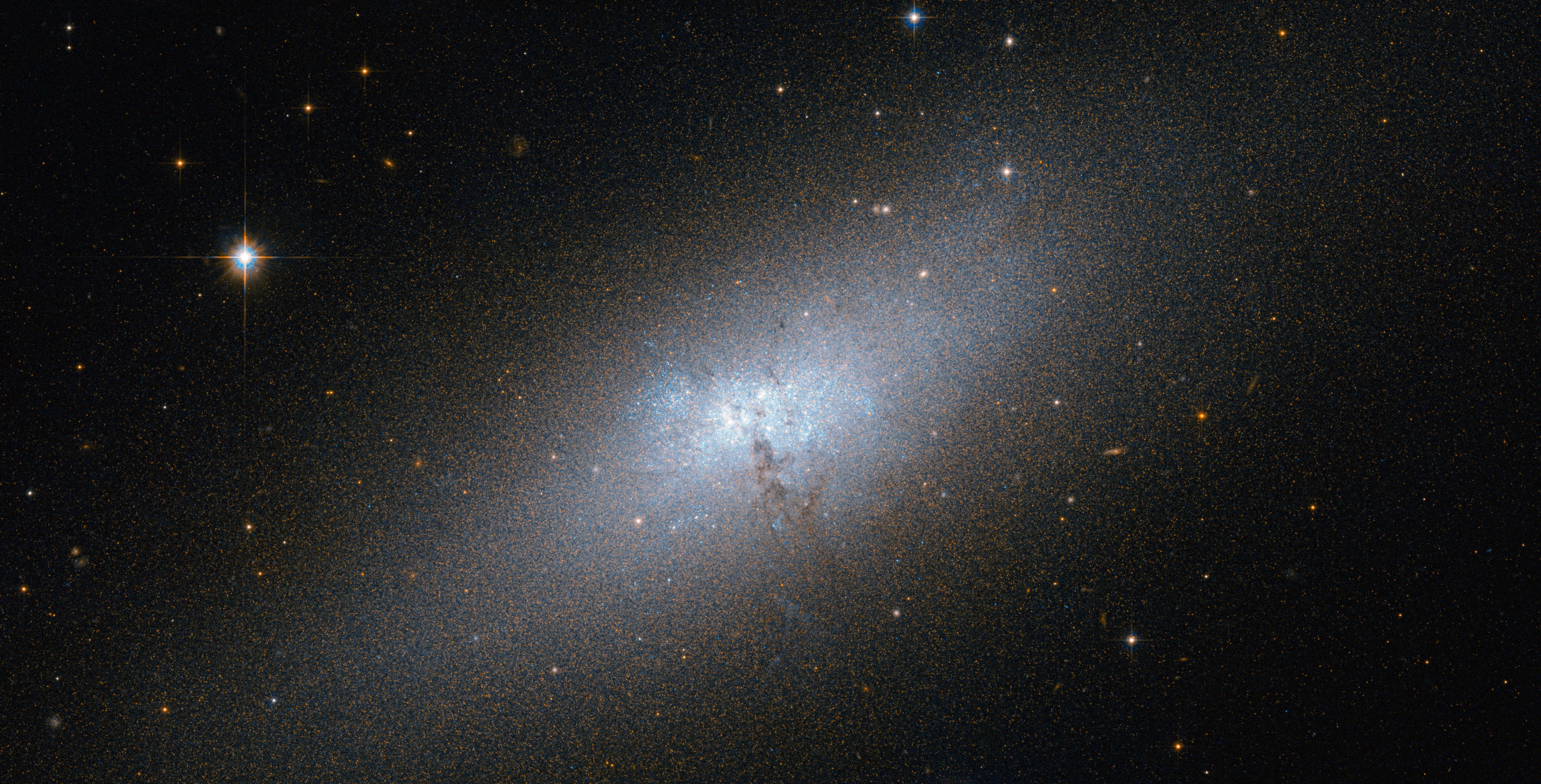
NGC 5253
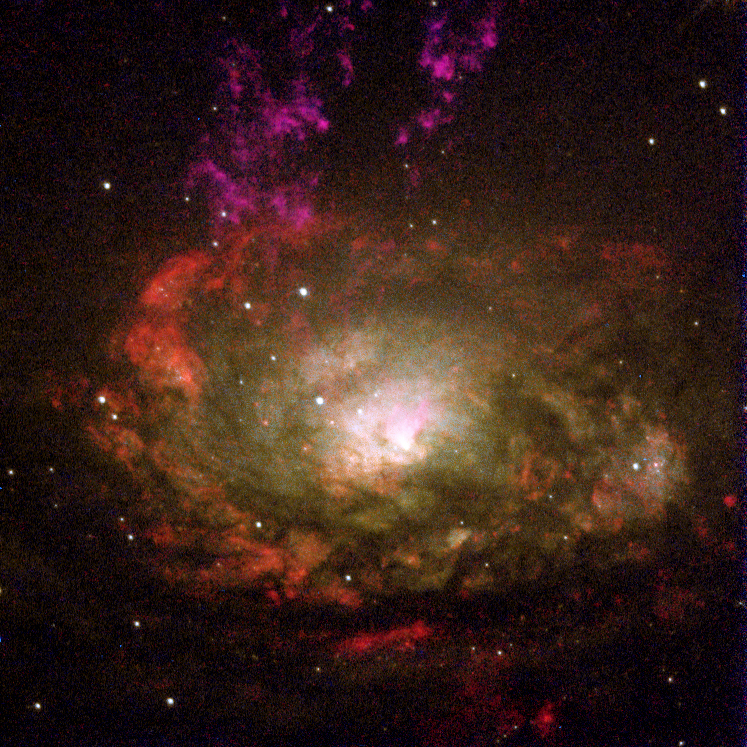
PGC 50779 (ESO 97-13) (Galassia del Compasso)